# Favia fragum
Favia fragum là một loài san hô trong họ Faviidae. Loài này được Esper mô tả khoa học năm 1797.